# 李東輝
李 東輝（り とうき、イ・ドンフィ、1873年6月20日 - 1935年1月31日）は、朝鮮の独立運動家・社会主義者。号は誠斎。

## 生涯
咸鏡道端川に下級役人の子として生まれる。武官学校を出て安昌浩の啓蒙思想に感化、新民会、西北学会などに参加した。若年より開化運動に取り組み、名声を得る。鎮衛隊水原歩兵大隊隷下の江華分遣隊長であった1907年8月9日、日本により韓国軍解散命令が出されると、これに反発した部下の延基羽副校・池弘允副校・劉明奎参校らが蜂起する。李は直接参加してはいなかったものの、以前より反日集会を開いていたため逮捕された。1911年の105人事件にも関与し、その後満州、シベリアへと亡命する。朝鮮独立運動の指導者として活動するも、ウラジオストクにて住民煽動の罪により投獄された。
ロシア革命で恩赦を受け、共産主義思想に共鳴すると労農ロシアとの連帯を掲げ、1918年にハバロフスクで韓人社会党を組織した。韓人社会党はその後上海へ拠点を移し、1921年に高麗共産党（上海派）となっている。1919年の三・一独立運動後は大韓民国臨時政府に参加し、初代軍務総長、上海での合同時では初代国務総理、副大統領などの要職を歴任した。1922年コミンテルンがワシントン軍縮会議に対抗して開催した極東諸民族大会に朝鮮代表の一人として出席するなど、労農ロシアと上海臨時政府をつなぐパイプ役として外交の辣腕を振るっていたが、ソ連からの独立援助資金をめぐる保守派との対立過程において引責辞任を余儀なくされる。
上海臨時政府との関わりを絶った後はシベリア在住朝鮮人社会の長老的存在として、民族集団をまとめあげた。1935年、インフルエンザのためウラジオストク近郊で死去した。
独立後、大韓民国政府は李東輝に建国勲章を授与した。現在も、南北朝鮮両国において尊敬されている。